# Безчастнов Михайло Ігорович
Михайло Ігорович Безчастнов (нар. 28 травня 1951, Одеса, УРСР, СРСР) — радянський і український художник, сценарист, режисер, актор, архітектор, поет.

## Біографія
У 1973 році закінчив Одеський інженеро-будівельний інститут. З 1977 року працював на Одеській кіностудії асистентом художника, потім художником-декоратором та художником-постановником.

## Фільмографія
- «Місце зустрічі змінити не можна» (1979, асистент художника у співавт.)
- «Іподром» (1979, художник-постановник у співавт.)
- «Місце зустрічі змінити не можна» (1979, художник)
- «Вторгнення» (1980)
- «Сто радощів, або Книга великих відкриттів» (1981)
- «Час для роздумів» (1982, художник-постановник)
- «Розбіг» (1982, художник-постановник у співавт.)
- «Притулок, або Тіо-тіо-тінкс» (1983, художник)
- «Дві версії одного зіткнення» (1984, художник-постановник)
- «І повториться все...» (1984, художник-постановник)
- «В одне єдине життя» (1986, художник-постановник)
- «Топінамбури» (1987, художник-постановник)
- «Літо на пам'ять» (1987, художник-постановник)
- «Слони» (1989, художник-постановник)
- «Фанат» (1989, художник-постановник у співавт.)
- «Рок-н-рол для принцес» (1990)
- «Фанат 2» (1990, художник-постановник)
- «Болеро, або провінційна мелодрама з емоційним пережимом» (1992, режисер, автор сценарію)
- «Увертюра» (1994, режисер, автор сценарію)
- «Маячня вдвох» (1995, фільм-спектакль; художник-постановник, автор сценарію)
- «Минулого літа в Чулімську» (2013, художник-постановник у співавт.; Росія)
- «Чарівник» (8-серійний телефільм, Росія) та ін.